# История Кашмира

## Этимология

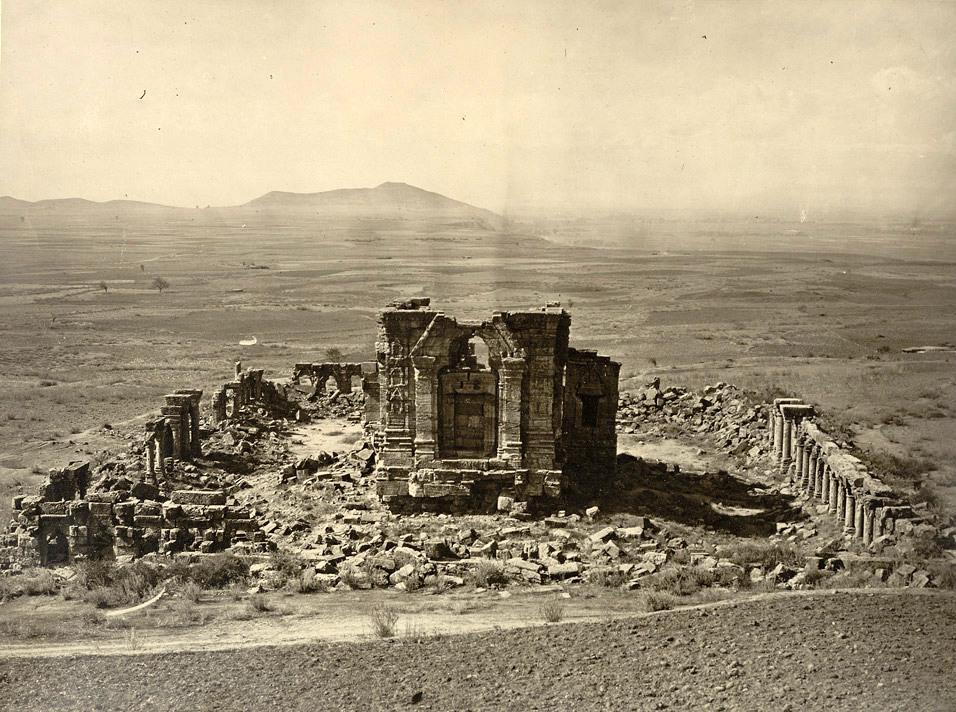
Общий вид храма и стены Мартанда или Солнца, около Бхавана. Возможная дата постройки 490—555 годы. Постройка колоннады, возможно 693—729 годы. Фотография храма Сурьи или Мартанда в Джамму и Кашмире сделана Джоном Бурком в 1868 году.

Многие историки и местные жители считают, что Джамму был основан Раджей Джамбулочаном в XIV веке до н. э. Во время одной из своих охотничьих поездок он достиг реки Тави, где он увидел, как коза и лев пьют воду в одном месте. Царь был поражён и решил построить город и дать ему своё имя: Джамбу. С течением времени название превратилось в «Джамму».
В «народной этимологии» название «Кашмир» означает «высушенные земли» (от санскритского: Ка = вода и шимира = высыхать). Согласно другой народной этимологии, мудрец Кашьяпа осушил озеро на месте нынешнего Кашмира.
В Раджатарангини, истории Кашмира, написанной Калханой в середине XII века, сказано, что долина Кашмира раньше была озером. Оно было осушено великим Ришей или мудрецом Кашьяпой, сыном Маричи, сыном Брахмы, при помощи закрытия прохода в горах Бармулла (Вараха-Мула). Когда Кашмир был осушен, Кашьяпа попросил Брахманов прийти туда. Возможно, у легенды были некоторые реальные основания. Имя Кашьяпы, по истории и традиции, связываемое с осушением озера, город на берегах озера носил имя Кашьяпа-Пура, и возможно упомянуть Kaspatyros (Каспатира)  Геродота (3.102, 4.44). Кашмир обозначен у Птолемея как Као-ир ~ пта.
В некоторых местах в Кашмире его название произносят на подобный, архаичный манер.

## Ранняя история

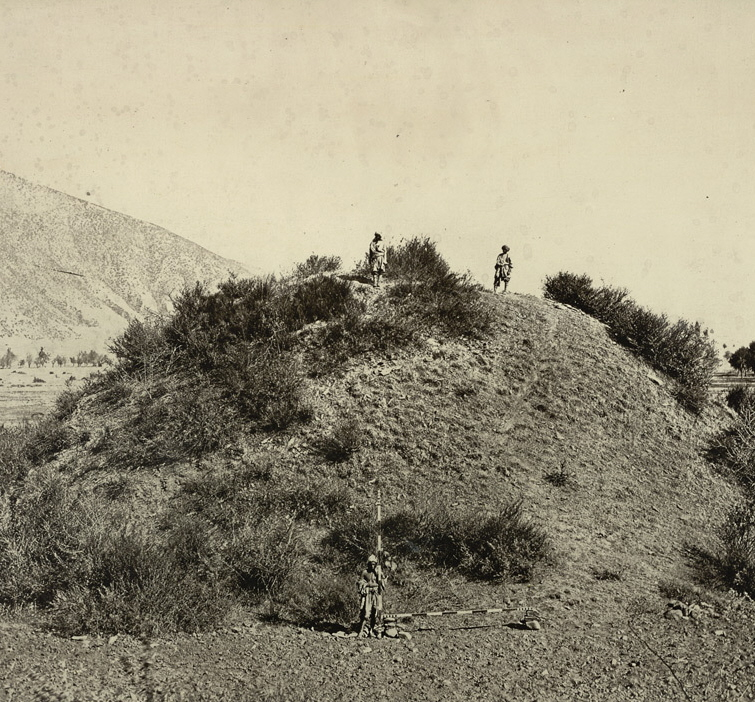
Остатки буддийской ступы около Барамулла. Ступа построена около 500 года н. э.

Кашмир был одним из центров изучения санскрита. В соответствии с Махабхаратой Камбоджи правили Кашмиром в эпическое время и затем перешли к республиканской системе правления, при главенстве Камбодж. Столицей Кашмира (Камбодж) в эпические времена была Карна-Раджапурам-гатва-Камбоджах-нирджитастава, сокращенно Раджапура которую идентифицируют с современным Раджаури. Позже, Панчала стала проникать в этот регион. Название Пир Панджал, которое носит часть современного Кашмира, подтверждает этот факт. Панджал — искажённое Санскритское название племени Панчала. Императору Маурья Ашоке часто приписывали основание города Шринагар. Кашмир был одним из буддистских центров обучения, возможно доминировала школа Сарвастивада. Восточные и центральноазиатские буддистские монахи, судя по записям, часто посещали Кашмир. В позднем IV веке, знаменитый кучанский монах Кумараджива, родившийся в знатной индийской семье, учившийся в Дирхагме и Мадхиагме в Кашмире у Бандхудатты. Он стал известным переводчиком, который помог принести буддизм в Китай. Его мать Джива осталась в Кашмире. Вамалакса, а сарвастивадский монах, путешествовал из Кашмира в Кучу и обучил Кумарадживу Винаяпитаке.

## Современность
В августе 2019 года Дели вводит прямое управление над Джамму и Кашмиром.